# 鄒士楷
鄒士楷（16世紀—1630年代），字行之，江西撫州府臨川縣人，明朝政治人物。

## 生平
鄒士楷是萬曆四十年（1612年）壬子科舉人，天啟五年（1625年）成進士，因魏忠賢擅權而乞假回鄉，崇禎元年（1628年）獲授中書舍人，以母親逝世守喪，服闋考選本擬任南京戶科給事中，由崇禎帝親自改為北京戶科給事中，當時邊警紛亂，他上疏將帥多次更調令兵將不熟習，以後不需要會推，由經略在本鎮選擇副參以下大帥向兵部題補便可，獲崇禎帝嘉納，又說：「考核官吏不急保障而急繭絲，民生必窮蹙；保舉官員不先寒素而先貴胄，官職必濫授。」國庫緊絀，有人建議不用各省份官員入覲，止令捐輸助餉，他抗議說：「見小利而忘大體，何以風厲天下？」事情於是擱置。
之後鄒士楷陞戶科右給事中，上陳淘汰殿閣冗員、錦衣衛冗校衛、光祿寺冗傜役、監局冗工匠，其時李自成、張獻忠流賊肆虐，崇禎帝發憤更張，法治嚴峻，他上疏：「治有體嚴，責成不可嚴督過詳，樞軸不可詳祭儀。」崇禎帝明白但不能行守，而科吏長久生疏，他獨自持襆被入宮，在大雪下崇禎帝微觀行察，守衛者宣召六科，只有他入內，獲特賜酒果，不久他自疏乞求外任，補浙江按察司副使，丁父憂扶病回鄉，哀毁骨立，年多後去世，數日天盜賊入其屋，忽然向其靈柩前羅拜後離去，其後他的家人因不慎用火把整間房子焚毀，亦只有靈柩獲全，人們都覺得奇異，著有《兩垣奏議》流傳。

## 引用
1. 1 2  同治《臨川縣志·卷四十一·宦業》：鄒士楷，字行之，父德澄孝友端謹，肆力古學，七試棘闈不偶，年八十七卒，祀鄉賢祠。士楷登天啟乙丑進士，時魏忠賢方用事，乞假歸，崇禎元年授中書，丁內艱終制，考選擬南戶科給事，上親改北兵科給事，值邊警旁午，疏言行間將帥數行更調兵將不習，以後不必會推，許經略於本鎮慎擇副參以下大帥，酌量才品，咨部題補庶相信既深，所舉不負，上嘉納之，又言：「課吏不急保障而急繭絲，民生必蹙；保舉不先寒素而先貴胄，濫倖必多。」時國計日絀，有言暫免各直省官入覲，止令捐輸助餉者，士楷抗議爭之，謂：「見小利而忘大體，何以風厲天下？」議遂寢。遷戶科右給事，疏汰殿閣冗員、錦衣冗校、光祿冗役、監局冗匠，是時闖獻諸賊方熾，帝發憤更張，法網峻密，士楷疏言：「治有體嚴，責成不可嚴督過詳，樞軸不可詳籩豆。」上心然之，格不能行守，科吏久廢，士楷獨持襆被入省，值大雪上微行察，守衛者宣召六科，惟士楷在入內，特賜酒果，自疏乞外，補浙江按察副使，丁父憂扶病歸，哀毁骨立，再逾年卒，卒數日劇盜入室，忽向柩前羅拜去，尋復以家人不戒火，焚室廬殆，盡獨公柩獲全，人以為異，著有《兩垣奏議》行世。
2. ↑  同治《臨川縣志·卷三十六下·選舉》：舉人……明……萬厯四十年 壬子……鄒士楷 天啟乙丑進士，浙江按察副使
3. ↑  同治《臨川縣志·卷三十六上·選舉》：進士……明……天啟五年 乙丑 余煌榜……鄒士楷